# 24934 Natecovert
24934 Natecovert è un asteroide della fascia principale. Scoperto nel 1997, presenta un'orbita caratterizzata da un semiasse maggiore pari a 2,6161089 UA e da un'eccentricità di 0,1580552, inclinata di 13,76214° rispetto all'eclittica.